# Nanà (film 1955)
Nanà (Nana) è un film italo-francese del 1955 diretto da Christian-Jaque.
La pellicola narra la vita di una cocotte nel periodo del Secondo Impero francese.

## Trama
Formosa, volgare e astuta, Nanà è una cantante di operetta che sottomette ai suoi voleri gli uomini. Uno dopo l'altro il banchiere Steiner, il conte di Vandeuvres, l'istrione Fontan e soprattutto il conte Muffat, ciambellano dell'imperatore, gravitano attorno a lei che semina rovina, disonore e morte.
Muffat, soprattutto, si trova a combattere le proprie convinzioni religiose e il suo rigore morale, per farsi notare insieme a lei. Egli perderà il proprio denaro, il matrimonio e la sua reputazione e, in un sussulto di gelosia, finirà con l'uccidere Nanà.